# 膽澤郡
膽澤郡（日语：／ Isawa gun */?）是位于岩手縣西南部的一郡。面積179.77km²、人口16,158人。（2013年7月1日） 
現轄有以下1町。
- 金崎町